# Шевце (Нижньосілезьке воєводство)
Шевце (пол. Szewce) — село в Польщі, у гміні Вішня-Мала Тшебницького повіту Нижньосілезького воєводства.
Населення — 948 осіб (2011).
У 1975-1998 роках село належало до Вроцлавського воєводства.

## Демографія
Демографічна структура станом на 31 березня 2011 року:
|          | Загалом | Допрацездатний вік | Працездатний вік | Постпрацездатний вік |
| -------- | ------- | ------------------ | ---------------- | -------------------- |
| Чоловіки | 456     | 112                | 329              | 15                   |
| Жінки    | 492     | 116                | 302              | 74                   |
| Разом    | 948     | 228                | 631              | 89                   |